# تولید قهوه در اندونزی

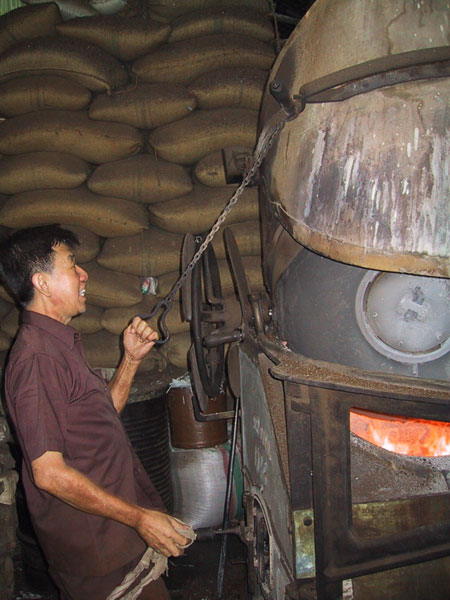
برشته کردن قهوه در توکو آروما، باندونگ، اندونزی

تولید قهوه در اندونزی، اندونزی در سال ۲۰۱۴ چهارمین تولید کنندهٔ بزرگ قهوه در دنیا بود. در اوایل دوران هند شرقی هلند، اواخر دههٔ ۱۶۰۰ و اوایل دههٔ ۱۷۰۰، کشت قهوه در اندونزی شروع شد و نقش مهمی در شکوفایی کشور ایفاء کرد. اندونزی از لحاظ جغرافیایی و آب و هوا، برای کاشت و تولید محصول قهوه مناسب است، نزدیکی به خط استوا، به همراه مناطق کوهستانی متعدد در جزایر اصلی، خرداقلیم‌های مناسبی را برای کشت و تولید قهوه به وجود آورده است.
اندونزی در سال ۲۰۱۷، حدود ۶۶۰٬۰۰۰ تن قهوه تولید کرد. تخمین زده می‌شود که از مجموع محصول تولید شده در سال مالی ۲۰۱۳–۲۰۱۴، ۱۵۴٬۸۰۰ تن برای مصرف داخل در نظر گرفته شده بود. در بخش صادرات قهوه، ۲۵ درصد از نوع عربیکا و مابقی از نوع روبوستا است. به‌طور کلی، انواع قهوه عربیکا محصول اندونزی حاوی اسیدیته کم و بافت و تن واری قوی است، که باعث می‌شود برای ترکیب با قهوه‌های حاوی اسیدیته بالا، تولید آمریکای مرکزی و شرق آفریقا، بسیار مناسب باشد.